# طبيب الطبيب
طبيب الطبيب (بالإنجليزية: Doctor Doctor)‏ هو المسلسل التلفزيوني الدرامي الأسترالي الذي يبث على نين نتوورك منذ 14 سبتمبر 2016.

## روابط خارجية
- طبيب الطبيب على موقع IMDb (الإنجليزية)
- طبيب الطبيب على موقع فيلمافينيتي (الإسبانية)
- طبيب الطبيب على موقع كينوبويسك (الروسية)
- طبيب الطبيب على موقع ألو سيني (الفرنسية)
- طبيب الطبيب على موقع قاعدة بيانات الفيلم (الإنجليزية)